# 三氧化二锰
三氧化二锰是一种无机化合物，化学式为Mn2O3，其中锰处于+3氧化态。

## 制备
在800℃以下将二氧化锰于空气中灼烧可以得到α-Mn2O3（更高温度得到Mn3O4），在600-800℃空气中加热Mn2+的硝酸盐、草酸盐或碳酸盐也能得到α-Mn2O3。γ-Mn2O3由氢氧化锰(II)的脱水氧化制得。 很多制备纳米晶体Mn2O3的方法已有报道，如通过氧化Mn2+盐或还原MnO2制备。
需要注意的是，Mn2O3和MnOOH并不是相同的，MnOOH在空气中加热，会在约300 °C时产生MnO2。

## 结构及物理性质
三氧化二锰和其它过渡金属氧化物不同，并不采取刚玉（Al2O3）的结构。已知它有常见的α型和γ型，和在高压下有着CaIrO3结构的晶型。α-Mn2O3是黑色固体，为斜方晶系，晶格常数a=941.2 pm、b=941 pm、c=942.3 pm，奈耳温度约为80K。γ-Mn2O3则是立方密排结构，奈耳温度为39K。

## 化学性质
三氧化二锰是一种氧化剂，可以将盐酸氧化为氯气：
Mn2O3 + 6 HCl（稀） —Δ→ 2 MnCl2 + Cl2↑ + 3 H2O
和浓硫酸反应，则放出氧气：
2 Mn2O3 + H2SO4（浓） —Δ→ 4 MnSO4 + O2↑ + 4 H2O
三氧化二锰也能氧化有机物，如在硫酸的水溶液中将4-氟甲苯氧化为4-氟苯甲醛，将4,4'-二甲基-2,2'-联吡啶氧化为2,2'-联吡啶-4,4'-二甲醛，以及将4-甲基苯磺酸氧化为4-甲酰基苯磺酸。
三氧化二锰和氧化镧在高温反应，可以得到正交晶系的LaMnO3，这种化合物与GdFeO3异构。它也能直接和六氟乙酰丙酮在环己烷中回流下反应，生成三(六氟乙酰丙酮)合锰(III)。

## 应用
三氧化二锰在无机上可以用作一氧化氮选择性还原的催化剂，在有机合成中用作氧化剂，它也能用作钯铂合金的载体或电极材料。

## 拓展阅读
1. Ovsyannikov, Sergey V.; Abakumov, Artem M.; Tsirlin, Alexander A.; Schnelle, Walter; Egoavil, Ricardo; Verbeeck, Jo; Van Tendeloo, Gustaaf; Glazyrin, Konstantin V.; Hanfland, Michael; Dubrovinsky, Leonid. . Angewandte Chemie International Edition. 2013, 52 (5): 1494–1498. ISSN 1433-7851. doi:10.1002/anie.201208553.
2. Vanderah, T.A.; Lufaso, M.W.; Adler, A.U.; Levin, I.; Nino, J.C.; Provenzano, V.; Schenck, P.K. . Journal of Solid State Chemistry. 2006, 179 (11): 3467–3477. ISSN 0022-4596. doi:10.1016/j.jssc.2006.07.014.
3. Oelerich, W.; Klassen, T.; Bormann, R. . Advanced Engineering Materials. 2001, 3 (7): 487–490. ISSN 1438-1656. doi:10.1002/1527-2648(200107)3:7<487::AID-ADEM487>3.0.CO;2-0.